# Sentier des Jésuites
Le Maître-sentier des Innus-Montagnais ou sentier des Jésuites est une route commerciale ancestrale reliant la ville de Québec au lac Saint-Jean à travers les Laurentides. Long de plus de 300 kilomètres il fut parcouru par de nombreux missionnaires jésuites qui établirent quelques postes de mission le long de son parcours.

## Histoire
Plusieurs pistes amérindiennes très anciennes traversent la chaîne de montagnes des Laurentides. Bien qu'ils n'étaient pas identifiés comme des chemins, les passages répétés des peuples autochtones dont les Innus-Montagnais ont permis au fil des siècles l'élaboration d'itinéraires naturels efficaces à travers ce vaste territoire forestier. Le plus célèbre itinéraire est appelé le sentier des Jésuites, popularisé par son utilisation par les pères Jésuites qui l'empruntaient à partir de Québec pour se rendre au lac Saint-Jean.

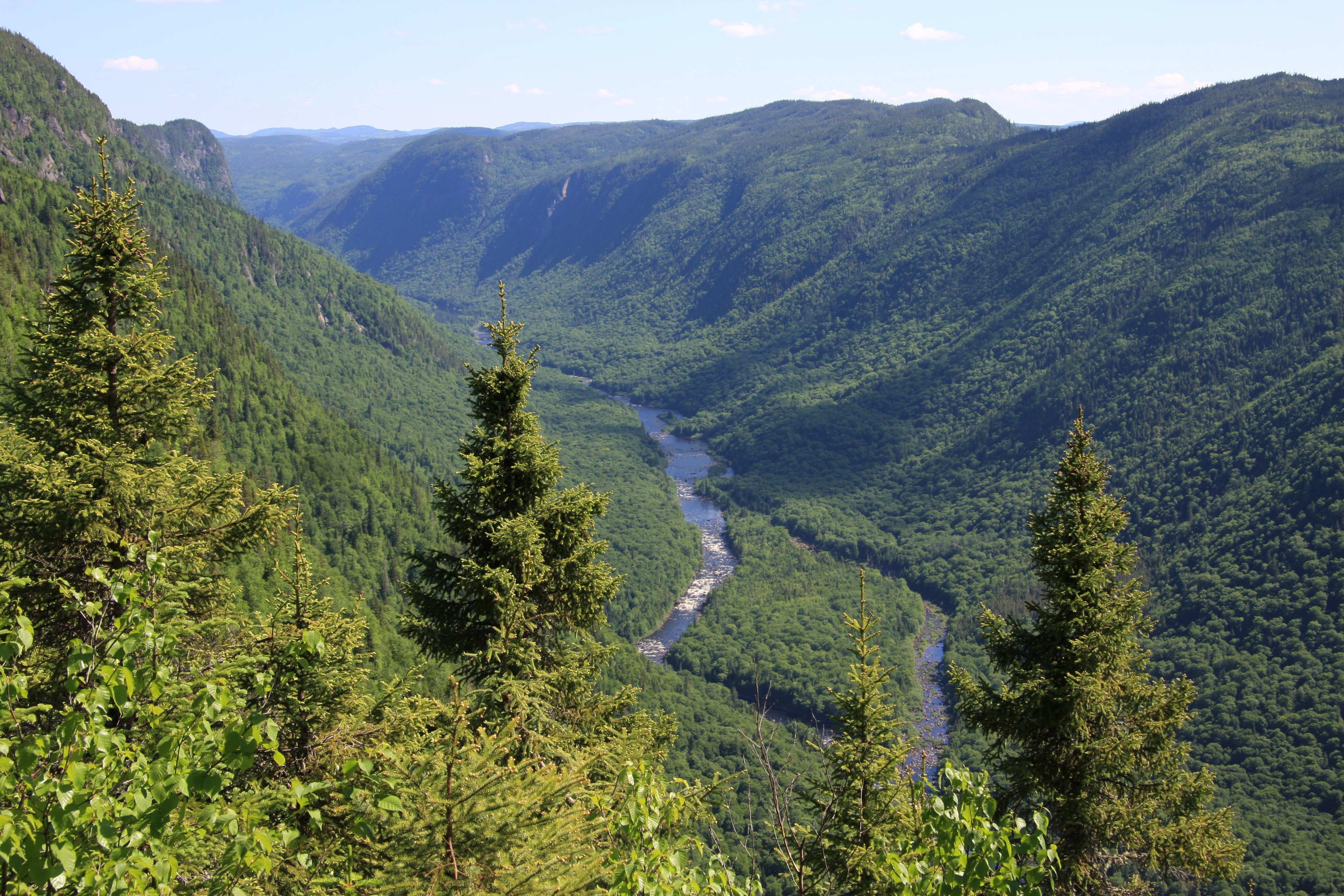
La rivière Jacques-Cartier est une constituante du trajet des Jésuites

En 1676, un poste de traite est établi à Métabetchouan, à l'embouchure de la rivière du même nom sur la rive du lac Saint-Jean. Pour assurer un lien commercial entre ce poste et la capitale de la Nouvelle-France, à Québec, les missionnaires empruntent un des sentiers des Innus-Montagnais, selon un parcours relativement direct. Mais dès 1703, en raison de la diminution de la traite des fourrures, la mission est fermée et les Français cessent leurs voyages; inversement, les quelques Innus-Montagnais de Québec retournent vers le nord. Cependant, les Hurons-Wendat, un autre peuple autochtone provenant des Grands-Lacs et établi vers la fin du XVIIe siècle à Jeune-Lorette (aujourd'hui Wendake, sur la rivière Saint-Charles) continueront de circuler dans les Laurentides pour y chasser. Au XIXe siècle, ces deux peuples autochtones aideront les autorités gouvernementales à construire une route vers le Saguenay–Lac-Saint-Jean.
De nos jours, on peut encore retrouver certaines traces des différentes pistes et du sentier des Jésuites. Puisqu'une grande partie de l'itinéraire inclut des rivières, ce parcours mythique ne disparaîtra jamais totalement. Un segment pédestre du parc national de la Jacques-Cartier, nommé sentier du Scotora, fut entre autres préservé.

## Itinéraire
D'une longueur de plus de 300 km, le sentier des Jésuites ne possède pas un tracé extrêmement défini. Par ailleurs, la route varie selon la saison en raison de l'impossibilité de naviguer en hiver lorsque les rivières et les lacs sont gelés.